# Ediacarià
El període Ediacarià és l'últim període geològic de l'era Neoproterozoica. S'estén des de fa 635 Ma fins fa 538,8 ± 0,2 Ma. Aquest nom ja era usat pels investigadors des de feia temps, però no fou fins al març del 2004 que la Unió Internacional de les Ciències Geològiques va donar-li la condició oficial.
El nom deriva d'«Ediacara», que són uns turons situats a Austràlia meridional. També se l'ha anomenat Vendià. La corroboració paleontològica del límit entre l'Ediacarià i el Cambrià fou elucidada per separat per a la conca siliciclàstica (base de l'estadi Bàltic de la plataforma europea oriental) i per a la conca carbonatada (base de l'estatge Tommotià de la plataforma siberiana).
El registre fòssil d'animals d'aquest temps és escàs, possiblement pel fet que els animals encara no havien desenvolupat closques dures, que es fossilitzen més fàcilment.

## Datació
Aquest període és inusual, car el seu començament no està marcat per un canvi en el registre fòssil. Sí que hi ha exemples rars de fòssils de cos tou, però només a finals del període, fa uns 580 milions d'anys. L'inici del període ve marcat per l'aparició d'una nova capa de carbonats diferenciada químicament i en textura, que indica un canvi climàtic (la fi de les glaciacions del Criogenià). Aquest límit està situat en fa 635 milions d'anys, segons datacions dutes a terme amb el sistema urani-plom a Namíbia i la Xina.